# Herrschaft Wingendorf
Das Rittergut Wingendorf war eine zum Kreisamt Freiberg gehörige Grundherrschaft im Erzgebirgischen Kreis des Kurfürstentums Sachsen.

## Geographische Ausdehnung
Das Gebiet des Ritterguts Wingendorf befand sich im Westen des Kreisamts Freiberg zwischen den Städten Freiberg im Osten und Oederan (im Amt Augustusburg) im Süden. Es grenzte im Westen und Süden an das Amt Augustusburg und im Nordwesten an das Amt Nossen. Die Stadt Hainichen, welche dem Rittergut unterstand, lag als Exklave nordwestlich von Wingendorf im Amt Nossen. Sie wurde teilweise von der Exklave des Ritterguts Arnsdorf (Amt Leisnig) umgeben. Durch Wingendorf und Frankenstein fließt der Kemnitzbach, durch Hainichen die Kleine Striegis.

## Geschichte

### Das Rittergut Wingendorf
Das Rittergut Wingendorf mit den dazugehörigen Orten Wingendorf und Frankenstein gehörte vor 1378 zum Kreisamt Freiberg. Über Jahrhunderte war das Rittergut im Besitz der Familie von Schönberg, welche in der Gegend auch die Ämter Frankenberg und Sachsenburg, sowie das Rittergut Börnichen im Amt Augustusburg und das Rittergut Oberschöna im Kreisamt Freiberg besaßen. Um 1551 gehörten Wingendorf und Frankenstein nachweislich zum schönbergischen Rittergut Oberschöna, die Verwaltung der Orte oblag jedoch seit 1378 nicht mehr dem Kreisamt Freiberg, sondern dem Amt Augustusburg. Ab 1696 ist das Rittergut Wingendorf mit den Orten Wingendorf, Frankenstein und dem „Städtchen“ Hainichen belegt, welches seitdem wieder zum Kreisamt Freiberg gehörte.
1851 erhielt Hainichen Stadtrecht. Die Gerichtsbarkeit der neuen Stadt ging vom Rittergut Wingendorf auf das Königliche Gericht Hainichen über. Die Gerichtsbarkeit der Orte Wingendorf und Frankenstein wurde 1855 dem Königlichen Gericht Oederan übertragen.

### Die Exklave Hainichen
Hainichen war ursprünglich im Besitz der Familie von Honsberg (Arnsdorf; nachweisbar von 1283 bis 1435).
Danach ging sie in Besitz der Familie von Maltitz über, welche Hainichen bereits 1446 an die Familie von Schönberg verkaufte.
1276 wurde Hainichen als Marktflecken und 1282 als Oppidum (stadtähnliche Siedlung) erwähnt, um 1493 wurde der Ort als „Städtlein“ bezeichnet.
Die Grundherrschaft über Hainichen oblag zunächst dem Rittergut Oberschöna, ab 1696 ist eine Zugehörigkeit zum Rittergut Wingendorf und dem Kreisamt Freiberg nachweisbar.
Der Ort lag als Exklave im Amt Nossen, welches 1540 aus der Säkularisation des Besitzes des Klosters Altzella gebildet wurde. Hainichen wurde weiterhin von Exklaven des Ritterguts Arnsdorf (Amt Leisnig) umgeben.

## Zugehörige Orte
Dörfer
- Wingendorf mit dem Rittergut Wingendorf
- Frankenstein

Städtchen
- Hainichen (Exklave im Amt Nossen)